# Javor (Novi Pazar)
Javor település Szerbiában, a Raškai körzet Novi Pazar községében.

## Népességváltozás
- 1948-ban 145 lakosa volt.
- 1953-ban 178 lakosa volt.
- 1961-ben 181 lakosa volt.
- 1971-ben 131 lakosa volt.
- 1981-ben 80 lakosa volt.
- 1991-ben 45 lakosa volt.
- 2002-ben 18 lakosa volt, akik közül 13 szerb (72,22%) és 5 bosnyák (27,77%).